# Makassar-Stein
Makassar-Steine (malaiisch Batu Makassar, fataluku Makassar mataru) sind Mauerelemente, die sich bei Gräbern in historischen Festungsanlagen in Lautém (Osttimor) finden, den sogenannten Tranqueiras. Makassar ist eine Stadt auf Sulawesi, etwa 800 Kilometer von Timor entfernt. Die Gräber sind Zeugnis der Kontakte zwischen Timor und muslimischen Händlern aus Makassar und der Bugis. Eine genaue Anzahl der Gräber mit solchem Schmuck ist noch nicht erfasst. Wahrscheinlich sind es weniger als 30, die meisten an der äußersten Nordostküste Timors in der Nähe der heutigen Siedlungen Com und Moro (Suco Parlamento) und einige im Tal des Flusses Vero. Ein einzelnes markantes, aber beschädigtes Grab befindet sich weiter westlich in Laclo (Gemeinde Manatuto).

## Hintergrund
Von Makassar aus bauten Muslime ab dem späten 16. Jahrhundert ein Handelsnetz in der Region auf. Handelswaren waren Sandelholz, Bienenwachs und Sklaven. Zahlreiche Hinweise gibt es auch auf Handelsbeziehungen zwischen Makassar und seinen Verbündeten auf Sulawesi und timoresischen Küstensiedlungen, die bis in das 19. Jahrhundert anhielten. Mündliche Überlieferungen der Fataluku (einer Ethnie im äußersten Osten Timors) berichten von Verbindungen der Gräber mit Händlern aus Sulawesi. So erzählt die lokale Mythologie des Dorfes Com von einer Allianz mit Händlern aus Makassar (hier „Buton-Makassar“ genannt) und dem Erhalt einer Reihe großer runder und geschliffener „Makassar-Steine“. Diese kamen in die alten befestigten Siedlungen der Clans des Gebietes.

Königliches Grab in Tallo (Südsulawesi)

Karaeng Kanjilo (Karaeng Kanjilo Sultan Mudhaffar Tumammaliang ri Timoroq), Herrscher von Tallo, führte 1641 eine Militärexpedition nach Timor, starb aber zehn Tage nach seiner Rückkehr nach Makassar. In der Folge standen einige Teile Timors einige Jahrzehnte unter der Kontrolle von Makassar, die man gegen Portugiesen und Niederländer verteidigte. Einige timoresische Liurai zahlten Tribut an Makassar, in Form von jährlich 50 Sklaven und Sandelholz. Die Vorherrschaft endete spätestens 1667 mit der Eroberung Makassars durch die Niederländer, aber makassarische Händler fuhren weiter nach Timor. Der britische Orientalist George Windsor Earl berichtete Mitte des 19. Jahrhunderts noch von einem großen Sklavenmarkt der Bugis und Makassaren in „Kapalla Tanah“ (englisch Land's End) im äußersten Osten Timors. Für die Konvertierung von Timoresen zum Islam gibt es keine direkten Belege. Für Timoresen brachte ein Übertritt zum Islam eine Bevorzugung in den Handelsbeziehungen, aber für die Händler aus Makassar war eine Islamisierung nicht unbedingt vom Vorteil. Sie brauchten nicht-muslimische Regionen, die Sklaven liefern konnten, was zum Beispiel nach der Islamisierung von Java dort nicht mehr möglich war. Auch wenn die timoresischen Handelspartner keine Muslime wurden, besteht die Möglichkeit, dass bestimmte Praktiken von der timoresischen Herrscherklasse übernommen wurden, sei es als Zeichen der Treue zu Makassar oder als kopiertes Machtsymbol. Dazu könnte auch die Verwendung fein bearbeiteter Steine für Grabstätten gehört haben.
Die Bezeichnung „Makassar-Stein“ (Makassar mataru) ist unter den Fataluku weit verbreitet, auch wenn den meisten die Zusammenhänge mit der anderen Insel nicht geläufig sind. In Makassar finden sich ähnliche Steine bei Gräbern aus dem 17. Jahrhundert. Charakteristisch für die südsulawesischen Gräber dieser Zeit sind fein gearbeitete, flache, rechteckige Steinblöcke für die oberen Ebenen und manchmal sogar für das gesamte Grab. Diese aufgeschichteten, flachen Steine erinnern stark an die „Makassar-Steine“ in Osttimor, auch wenn der Stil der Gräber selbst leicht zu unterscheiden ist. Aber es gibt auch immer wieder auffällige Ähnlichkeiten mit Makassar-Gräbern, wie bei Steingräbern in Maiana und Vasino.

## Aussehen
Das Fataluku-Wort „mataru“ bezieht sich auf den flachen, dunklen und oft bearbeiteten Schluffstein. Er wird normalerweise für die oberen Schichten und Abdeckung bestimmter großer timoresischer Ahnengräber verwendet. Der fein bearbeitete Schluffstein liegt oft auf einer Plattform aus grob geformten Kalksteinblöcken, der Grundebene des Grabes. Diese Gräber gehören in der Regel zu hochrangigen Ahnen großer Clans (ratu). Regelmäßig opfern hier noch heute deren Angehörige der agnatischen Blutslinie. Viele der Gräber finden sich innerhalb der Befestigungen, die ehemalige Siedlungen (fataluku: lata irinu) schützten, oder sogenannten pa’amakolo, massiven Befestigungen aus Trockensteinmauern auf markanten Hügeln und anderen strategischen Verteidigungspositionen in Lautém. Sie entstanden zwischen dem 15. und 19. Jahrhundert, ebenso wie die Gräber im Makassar-Stil.
Es gibt bei den Makassar-Steingräbern sowohl Einzel- als auch Doppelgräber, manche sollen mehrere Bestattungen aufnehmen. Teils sind mehrere große Steingräber in Gruppen in den ummauerten Bereichen eng beinander liegend zusammengepresst.
Die Gräber mit Makassar-Steinen spiegeln bei der Wahl der Steine die lokal vorhandenen Ressourcen wider. Merkmale, wie die Konstruktion von mehreren Ebenen (abgesehen von einer Fundamentstufe bei manchen Steingräbern), finden sich nicht bei anderen Gräbern auf Timor. Techniken beim Mauerbau wurden aus Südsulawesi übernommen. Die Makassar-Gräber sind in der Regel einer einzelnen Person gewidmet.

## Beispiele
Eine muslimische Bestattung einer hochgeborenen Frau aus Sulawesi aus dem 17. Jahrhundert fand man in der Nähe des Hafens von Hera. Der Grabstein zeigte arabische Schrift und war mit dem Jahr 1632 datiert. Eine Bugis-Inschrift nannte den Namen „We Hiriya“. Das Grab war in Richtung Mekka nach Westen ausgerichtet.
In Com berichtet eine lokale Legende aus der Zeit des „Buton Makassar“, damals hätten die Timoresen eine Reihe großer runder und behauener schwarzer Steinplatten als Wiedergutmachungsgeschenk erhalten. Makassaren hatten erfolglos versucht, eine junge Frau zu entführen und mit ihr davonzusegeln. Diese „Makassar-Steine“ wurden unter den verbündeten Siedlungen der Gegend verteilt und finden sich heute in den Mauern der alten Befestigungen als mit der heiligen Energie der Ahnen geladene Objekte. Die Nähe zu den Makassaren erkennt man auch in der bis heute bestehenden Praxis älterer Clans der Fataluku in der Region, ihren Kindern entsprechende Ahnennamen zu geben. Töchter werden Lau kassare oder Paian kassare genannt, Söhne Ze kassaro oder Kei(n) kassaro. In der Tranqueira Ili Vali, östlich von Com, befinden sich im oberen Bereich Gräber aus behauenen Steinen und mit mehreren großen, flachen, kreisrunden Scheiben aus feinkörnigem Sedimentgestein, den „Makassar-Steinen“. Im unteren Komplex, der Macapainara genannt wird, liegt ein massives Doppelgrab, in dem ein ehemaliger Herrscher und sein Alliierter ruhen sollen. Auch dieses ist mit den plattenförmigen Makassar-Steinen bedeckt. Die Gräber in der Gegend, die Makassar-Merkmale haben, sind nach Norden ausgerichtet.
In der ehemaligen Siedlung von Asi Renu bei Com befinden sich sechs Gräber mit Makassar-Steinen, von denen es heißt, sie seien Nachahmungen des Originalgrabes, das einen von den anderen Gräbern abgetrennten Bau in rechteckiger Form bildet. Parallel dazu verlaufen zwei weitere Reihen mit Gräbern, die klar dem katholischen Glauben zugeordnet werden können. Alle Grabsteine sind nach Norden, in Richtung des Meeres ausgerichtet, was den Weisungen der Ahnen entsprechen soll. Der hier ansässige Konu-Clan (Konu Ratu) sieht seine Ursprünge vom Meer, was sich in seiner Mythologie und den Opferriten widerspiegelt. Ansonsten ist die Grabausrichtung in der Region sehr unterschiedlich. Die meisten Gräber zeigen nach Osten zur aufgehenden Sonne (Mua Cao – die Spitze des Landes). Es wird aber keine Einheitlichkeit angestrebt, so dass die Gräber in alle Richtungen weisen können.
In der Tranqueira von Vasino steht in der unteren Ebene ein großes Grab im selben Stil mit einem stehenden Makassar-Stein, der bei rituellen Opferungen im Mittelpunkt steht. Die Art des Grabes wird poke poke genannt. Es ist für mehrere Bestattungen gedacht und kann für neue Leichname geöffnet und wieder verschlossen werden.

## Belege

### Hauptbelege
- Andrew McWilliam, David Bulbeck, Sally Brockwell, Sue O’Connor: The Cultural Legacy of Makassar Stone in East Timor, The Asia Pacific Journal of Anthropology, Vol. 13, No. 3, June 2012, S. 262–279, Australian National University, 2012.